# Jacques Beauvais (homme politique)
Pour les articles homonymes, voir Jacques Beauvais et Beauvais.
Jacques Beauvais (15 décembre 1902, Maubeuge - 12 juin 1981, Saint-Quentin), est un avocat et homme politique français.

## Biographie
Jacques Beauvais, fils de Georges Beauvais, important industriel du tissage, suit sa scolarité au lycée Janson-de-Sailly, à l'école libre des sciences politiques et à la faculté de droit de Paris. Après avoir obtenu son doctorat en droit, il devient avocat au barreau de Saint-Quentin, où il devient bâtonnier. Il est élu sénateur de l'Aisne (RPF) en 1948, et siège au Conseil de la République jusqu'en 1955.